# Tanusiella travassosi
Tanusiella travassosi is een rechtvleugelig insect uit de familie sabelsprinkhanen (Tettigoniidae). De wetenschappelijke naam van deze soort is voor het eerst geldig gepubliceerd in 1938 door Costa Lima.